# 김기종 (공예가)
김기종(1964년 ~ )은 충청북도 청주 출신의 대한민국 현대도예가이다.

## 학력
- 청주대학교 공예디자인학과 학사
- 대한민국 육군학사장교 10기
- 육군보병학교 수료
- 청주대학교 대학원 공예디자인학과 미술학 석사

## 경력
- 한국공예가협회 충북지부장 역임
- 한국도자학회 충북지부 지부장 역임
- 한국예술문화단체총연합회 청원지회장 역임
- 한국도예협회 이사
- 서울아트포럼21 부회장
- 충북예총 부회장
- 협성대학교 및 예술대학원 환경회화학과 출강
- 대한민국 육군 학사사관 10기 동기회장

## 수상
- 2015 충청북도 공예품대전  금상
- 2014 대한민국 공예품대전 본상
- 2013 제1회 한국예술문화 도예명인 제13-1102-23호
- 2013 올해의 존경받는 인물 문화부문 대상 / 시사투데이주최
- 2008 지식경제부장관 표창(청주국제공예비엔날레 공로)